# Cheranmadevi
Cheranmadevi es una ciudad y nagar Panchayat situada en el distrito de Tirunelveli en el estado de Tamil Nadu (India). Su población es de 18327 habitantes (2011).

## Demografía
Según el censo de 2011 la población de Cheranmadevi era de 18327 habitantes, de los cuales 9120 eran hombres y 9207 eran mujeres. Cheranmadevi tiene una tasa media de alfabetización del 90,62%, superior a la media estatal del 80,09%: la alfabetización masculina es del 95,70%, y la alfabetización femenina del 85,70%.